# 김보민 (성우)
김보민(金甫珉, 1990년 1월 31일 ~ )은 대한민국의 성우이다. 2017년 EBS 25기 공채 성우로 데뷔했다. 또한 유튜브 채널인 쓰복만도 운영하고 있다.

## 주요 출연 프로그램
- EBS 1TV : 아래와 같음
  - 고양이를 부탁해 (내레이션, 시즌 2~4/시즌 5의 전반기)
  - 생방송 톡!톡! 보니하니 (내래이션), (출연), (고정출연)
  - 방귀대장 뿡뿡이 - 뿡순이 음성출연역 (2018년 2월 20일)
  - 우당탕탕 몬스터 실사 - 룰리트
  - 다큐시선 꼽슬과 빙구
  - 자이언트 펭TV (출연)
  - 장학퀴즈 학교에 가다 (VCR 문제 내레이션)
  - 다큐프라임 <시티 2부 - 나의 도시> (내레이션)
  - 당신의 문해력
  - 또깨비 가족 - 태양 음성출연역
  - 랄랄라 뿌우
  - EBS 교육저널: 18회
  - EBS 창사특집 17인의 교육감의 묻는다 (내레이션)
  - 여름 특집 다큐 <모기, 인간의 적>
  - 직업탐구 별일입니다 (출연)
  - 세상에 나쁜 개는 없다 (내레이션)
- JTBC : SKY 캐슬 (성대모사)
- KBS 쿨FM : 박명수의 라디오쇼 - 토요일 제가 한 번 해보겠습니다' 고정 게스트 (2020년 11월 14일 하차)
- 네이버 나우 유병재의 누리끼리
- EBS 북카페
- tvN : 놀라운 토요일 도레미 마켓
- JTBC : 장르만 코미디 (출연)
- MBC : 심야괴담회 (게스트)
- MBC 에브리원 : 비디오스타 (게스트)
- 유튜브 over The Radio - 매월 격주 수요일 '성우계 단신' 보기자 (89회 ~ 현재)
- EBS FM 그리스 로마 신화
- MBC FM4U 전효성의 꿈꾸는 라디오 - 매월 격주 월요일 '퀴즈! 음악중심' 고정 게스트 (2021년 10월 25일 하차)
- SBS 파워FM 두시탈출 컬투쇼 - 토요일 '컬투 PPL 대사관' 고정 게스트 (2021년 10월 2일  하차)
- MBC : 황금어장 라디오스타 (게스트)
- tvN : 홍진경의 영화로운 덕후생활
- tvN : 유 퀴즈 온 더 블럭 (게스트)
- 세상을 바꾸는 시간, 15분
- KBS 2TV : 신상출시 편스토랑 (출연)
- 채널 뷰 : 바다론 간 사나이
- 광주문화방송 : 공간재생 다큐멘터리 '리플레이스' [1부 공간, 이야기로 채우다], [2부 집, 삶을 바꾸는 공간] (내레이션)
- JTBC: 듣고 보니 그럴싸
- SBS TV: 생활의 달인 (내레이션)

### 애니메이션
- 시간여행자 루크(([[KBS}}) - 앨런, 안젤라나, 탕, 미아, 라우라 등
- 닌자보이 란타로 24기(KBS 키즈) - 토라와카
- 넷플릿스: 원더루스 - 루디
- EBS 1TV: 포텐독 - 수정, 수퍼쟈니
- EBS 1TV: 플라워링 하트
- EBS: 엄마 까투리
- 디즈니채널: 아울 하우스 - 그웬들린
- EBS 1TV: 뚝딱남매 비츠와 밥 - 딱이
- EBS 1TV: 도라도라 영어나라 - 잇사, 베니 및 단역
- EBS 1TV: 몬카트 - 페네, 장내 아나운서, 안젤라
- 트로피컬 루즈! 프리큐어 (대원방송) - 홍나래(큐어 플라밍고), 인어의 여왕
- 반짝반짝 캐치! 티니핑 ((KBS) - 맛나핑
- 포켓몬스터 W (투니버스) - 난천
- 신비아파트 고스트볼 ZERO: 두 번째 이야기 (투니버스) - 서관귀 / 영주

### 외화
- 넷플릭스: 범죄의 재구성 시즌6 - 비비안, 노리스 요원, 폴리 깁슨 검사, 코라 등 단역
- 넷플릭스:  다큐 님아: 여섯 나라에서 만난 노부부 이야기 - 스페인편 나티, 일본 편 단역 더빙
- EBS: 글로벌 특선다큐 <전대미문 다큐실험 UP> 그들과 나 - 리지 캐플런, 줄리아 브래드버리 더빙
- 이프: 상상의 친구 - 블라섬 더빙

### 게임
- 그랑사가 - 란델, 멜티, 치리아, 란
- 데스티니 차일드 - 심술궂은 캐트시
- 사이버펑크 2077 - A:lR
- 하스스톤 - 갈퀴사제 크리지키
- 히어로 칸타레 - 하 유리
- 미니어스: 작지만 놀라운 모험 - 해리, 사쿠라
- 로드 오브 히어로즈 - 라르곤

### 오디오북
- 나의 스파링 파트너 (윌라)
- 선거 쫌 아는 10대 (알라딘 커뮤니케이션)
- 한번쯤은 내맘대로 (오디오클럽)
- 카페, 공장 (교보eBook)
- 달러쿠트 꿈 백화점 2 (밀리의 서재)
- 먹고 싶어 (윌라)
- 오늘을 버텨내는 데 때로 한 문장이면 충분하니까 (교보eBook)
- 내 귀에 미술관 <샤갈 특별전: Chagall and the Bible> (지니뮤직)
- 디지털배움터ll (알라딘 커뮤니케이션)
- 다정소감 (밀리의 서재)
- 달콤한 복수 주식회사 (밀리의 서재)